# Marcin Gajko
Marcin Gajko (ur. 17 lutego 1975 w Olsztynie) – polski realizator dźwięku, producent muzyczny i gitarzysta. Mąż Marty Król. W 1994 ukończył Państwową Szkołę Muzyczną I i II stopnia im. Fryderyka Chopina w Olsztynie w klasie gitary klasycznej Krzysztofa Jaworskiego. Jako gitarzysta grał z zespołami Dirty Pictures, Sway, Bardzo Fajni Chłopcy, Harlem i Mucha. W 2000 ukończył studia na Wydziale Reżyserii Dźwięku Uniwersytetu Muzycznego Fryderyka Chopina w Warszawie. Uczeń oraz asystent realizatora i producenta muzycznego Leszka Kamińskiego. Specjalizuje się w kreatywnych zgraniach dźwięku. Jest odpowiedzialny za brzmienie projektu promocji polskiej młodej sceny muzycznej otwARTa scena.
4-krotnie nominowany do Fryderyka. W 2011 otrzymał tę nagrodę za współprodukcję albumu Moniki Brodki – Granda. Jego realizacje oraz produkcje były nominowane 18 razy i otrzymały 5 Fryderyków.
Od 2007 roku współpracuje z SDI Media Group. Zmiksował dubbing lokalnych wersji językowych do ok. 14 tysięcy odcinków seriali, filmów oraz trailerów kinowych m.in. dla Disneya, Hasbro, Nickelodeon Polska, Warner Bros. czy Turner.

## Dyskografia
| Album                                                                     | Rok  | Uwagi                                                                                |
| ------------------------------------------------------------------------- | ---- | ------------------------------------------------------------------------------------ |
| Harlem – Lustra (Eurocom Music)                                           | 1995 | gitara, gitara akustyczna                                                            |
| Mucha – Mucha (Eurocom Music)                                             | 1997 | gitara, wokal                                                                        |
| Szwagierkolaska – Kicha (Pomaton EMI)                                     | 1999 | technik muzyczny                                                                     |
| Artur Gadowski – G.A.D. (BMG Poland)                                      | 2000 | wokal wspierający                                                                    |
| Stanisław Soyka – Polskie pieśni wielkopostne (Pomaton EMI)               | 2001 | realizacja nagrań                                                                    |
| Piotr Bakal – Rozmnażanie Zer (Stowarzyszenie Literacko Muzyczne Ballada) | 2002 | inzynieria dźwięku                                                                   |
| Jacek Kochan – New Expensive Head (Gowi Records)                          | 2003 | realizacja nagrań                                                                    |
| Marcin Rozynek – Księga urodzaju (Sony Music)                             | 2003 | realizacja nagrań                                                                    |
| Chylińska – Winna (Pomaton EMI)                                           | 2004 | współprodukcja, miksowanie                                                           |
| Dezerter – Nielegalny zabójca czasu (Metal Mind Productions)              | 2004 | inżynieria dźwięku, miksowanie                                                       |
| TSA – Proceder (Metal Mind Productions)                                   | 2004 | realizacja nagrań, miksowanie                                                        |
| Negatyw – Manchester (Polskie Radio)                                      | 2005 | współprodukcja, realizacja nagrań, miksowanie, pianino, wokal wspierający            |
| Bisquit – Inny Smak (Kayax)                                               | 2006 | realizacja nagrań                                                                    |
| Gospel Rain – Startooj (Edycja Świętego Pawła)                            | 2006 | realizacja nagrań, miksowanie                                                        |
| Nowy Świat – Nowy Świat (Jimmy Jazz Records)                              | 2006 | realizacja nagrań                                                                    |
| Penny Lane – Penny Lane (EMI Music Poland)                                | 2006 | współprodukcja, realizacja nagrań                                                    |
| The Car Is on Fire – Lake & Flames (Pomaton EMI)                          | 2006 | miksowanie                                                                           |
| Ala – Higher (QL Music)                                                   | 2007 | realizacja nagrań, miksowanie                                                        |
| Afro Kolektyw – Połącz kropki (Polskie Radio)                             | 2008 | realizacja nagrań, miksowanie                                                        |
| Bisquit – Tak Mało Wiesz (Kayax)                                          | 2008 | inżynieria dźwięku, miksowanie                                                       |
| Dejnarowicz – Divertimento (DRAW Records)                                 | 2008 | współprodukcja, inżynieria dźwięku, miksowanie                                       |
| Renton – Take Off (Polskie Radio)                                         | 2008 | współprodukcja, realizacja nagrań, miksowanie, gitara klasyczna, pianino, syntezator |
| Brodka – Granda (Sony Music)                                              | 2010 | miksowanie                                                                           |
| De Mono – No Stress (Sony Music)                                          | 2010 | miksowanie                                                                           |
| Robert Gawliński – Kalejdoskop (Pomaton EMI)                              | 2010 | inżynieria dźwięku, miksowanie                                                       |
| Afro Kolektyw – Piosenki po polsku (Universal Music Polska)               | 2012 | miksowanie                                                                           |
| Janusz Radek – Z ust do ust (Magic Records/Universal Music Polska)        | 2012 | miksowanie                                                                           |
| MashMish – MashMish (Universal Music Polska)                              | 2012 | współprodukcja                                                                       |
| Mela Koteluk – Spadochron – (EMI Music Poland)                            | 2012 | miksowanie                                                                           |
| Newest Zealand – Don’t Look at Venus (DRAW Records)                       | 2012 | miksowanie, mastering                                                                |
| Bulbwires – Bulbwires                                                     | 2013 | miksowanie, mastering                                                                |
| Misia Ff – Epka (Chaos Management)                                        | 2013 | miksowanie                                                                           |
| Lora Szafran – Nad ranem (Sony Music)                                     | 2013 | realizacja wokalu, realizacja nagrań, miksowanie                                     |
| Artur Rojek – Składam się z ciągłych powtórzeń (Kayax)                    | 2014 | inzynieria dźwięku, miksowanie                                                       |
| Dagadana – List do Ciebie (Narodowe Centrum Kultury)                      | 2014 | miksowanie                                                                           |
| Mela Koteluk – Migracje (Warner Music Poland)                             | 2014 | miksowanie                                                                           |

## Nagrody i wyróżnienia
| Rok  | Kategoria               | Tytułem | Nagroda  | Uwagi     | Źródło |
| ---- | ----------------------- | --- | -------- | --------- | ------ |
| 2003 | Produkcja muzyczna roku | Leszek Biolik, Marcin Gajko i Leszek Kamiński za album: Marcin Rozynek – Księga urodzaju                                    | Fryderyk | Nominacja | [ 2 ]  |
| 2004 | Produkcja muzyczna roku | Zbigniew Kraszewski (produkcja muzyczna) oraz Marcin Gajko (produkcja muzyczna i realizacja) za album: Chylińska – Winna    | Fryderyk | Nominacja | [ 3 ]  |
| 2006 | Produkcja muzyczna roku | Leszek Biolik (produkcja muzyczna) oraz Marcin Gajko (realizacja) za nagranie: The Car Is on Fire – Can’t Cook (Who Cares?) | Fryderyk | Nominacja | [ 4 ]  |
| 2011 | Produkcja muzyczna roku | Bartek Dziedzic (produkcja muzyczna i realizacja) oraz Marcin Gajko (realizacja/mix) za album: Brodka – Granda              | Fryderyk | Laur      | [ 5 ]  |